# Marianella
Marianella es una zona de la ciudad de Nápoles, en Italia. Está integrada en el barrio de Piscinola, en la Municipalità 8. Situada en la zona norte de la ciudad, limita con los siguientes barrios: al noreste con Scampia, al sudeste con Miano y al oeste con Chiaiano; además, al norte limita con el municipio de Mugnano di Napoli.
Tiene una superficie de 5,79 km² y una población de alrededor de 13.000 habitantes, siendo una de las zonas menos congestionadas de la ciudad.

## Etimología
El nombre de Marianella aparece por primera vez en documentos de la época angevina, donde es mencionado como uno de los casalia regis de Nápoles. El origen del topónimo es incierto; quizás provenga del latín Maria ille nellum (nuevo lugar dedicado a María) o del nombre de la familia Marinellum, de la época del rey Carlos de Anjou.

## Historia
En el pasado, Marianella fue residencia de verano de familias nobles, gracias a su posición amena y aislada de la congestión del centro de la ciudad.
En 1696, aquí nació Alfonso María de Ligorio, abogado, maestro de la vida espiritual, doctor de la Iglesia y santo católico, fundador de la Congregación del Santísimo Redentor.
Hasta 1926, Marianella formó parte del municipio de Chiaiano ed Uniti, compuesto por los antiguos casali de Marianella, Chiaiano, Polvica y Santa Croce. Chiaiano ed Uniti fue suprimido por el régimen fascista y su territorio fue anexado a Nápoles el 4 de julio de 1926.

## Transporte
Marianella es servida por la estación Chiaiano-Marianella de Línea 1 del metro de Nápoles y las líneas de autobús de ANM (Azienda Napoletana Mobilità).